# The Starting Line
The Starting Line ist eine Alternative/Pop-Punk-Band aus Churchville, Pennsylvania.

## Bandgeschichte
Die Band lernte sich überwiegend über das Internet kennen. Gitarrist Matt entdeckte 2000 beim Surfen zufällig das AOL-Profil des damals 14-jährigen Sängers Ken und schrieb diesen aufgrund seiner Lieblingsbands eine E-Mail mit der Anfrage, ob er nicht jemanden kenne, der in seiner Band singen möchte.
Was ursprünglich als pures Spaß-Projekt gedacht war, erregte noch im selben Jahr durch Konzerte und Internet-Marketing das Interesse des kleinen Indie-Labels Drive Thru Records.
Dieses erkannte das Potenzial der Band und bot ihnen einen Vertrag an.
Dank der Hilfe seiner Eltern und seiner Lehrer schaffte Ken einen verfrühten Highschool-Abschluss und Matt schaffte es, sein College zu beenden. Danach gingen sie auf Tour, u. a. als Support für Sum 41, Taking Back Sunday und Good Charlotte.
Nach zwei Labelwechseln zu Geffen Records und Virgin Records ist 2007 das Album „Direction“ erschienen.

## Diskografie

### Alben
- 2001: With Hopes of Starting Over
- 2002: Say It Like You Mean It (Drive Thru Records)
- 2003: The Make Yourself at Home EP (Drive Thru Records)
- 2005: Based on a True Story (Geffen Records)
- 2007: Direction
- 2009: Somebody’s Gonna Miss Us

### Singles (mit Auszeichnungen)
- 2008: The Best of Me (US: Gold)[1]